# Anna von Eppstein-Königstein

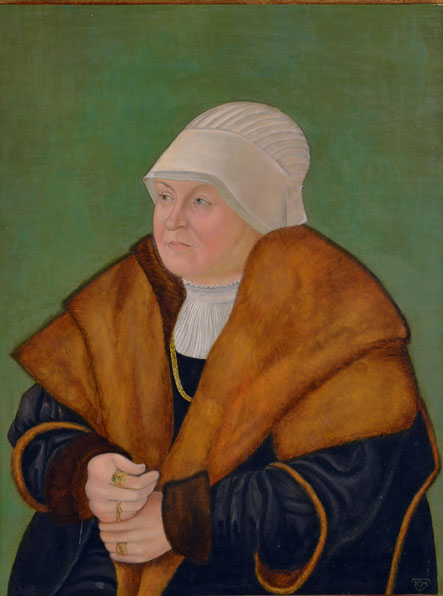
Anna von Eppstein-Königstein

Anna von Eppstein-Königstein (* 1481 in Königstein im Taunus; † 7. August 1538 in Stolberg (Harz)) war die Schwester des letzten Herren von Eppstein und ab 1505 Gräfin von Königstein. Als Mutter von Juliana zu Stolberg war sie die Großmutter von Wilhelm von Oranien (1533–1584).

## Leben
Anna von Eppstein-Königstein war die Tochter des Philipp I. von Eppstein-Königstein (1459–1481) und dessen zweiter Ehefrau Louise (Ludowika) von der Mark († Mai 1511). Sie hatte drei ältere Brüder, Eberhard (um 1474–1535), Philipp (1476–1509) und Georg (1478–1527). Annas Vater starb um die Zeit ihrer Geburt 1481 auf Schloss Königstein. Darauf übernahm ihre Mutter Louise von der Mark die Regentschaft von Eppstein-Königstein gemeinsam mit den fünf von ihrem Mann eingesetzten Vormündern. Im Jahr 1483 zog sie in das Schloss Butzbach, das sie durch ihren Ehevertrag als Wittum erhalten hatte. 1490 wurde Annas Bruder Eberhard volljährig und übernahm als Eberhard IV. die Regentschaft der Herrschaft Eppstein von der Mutter.
In Butzbach heiratete Anna im Februar des Jahres 1500 den Grafen Botho III. zu Stolberg (1467–1538), genannt der Glückselige. Aus der Ehe gingen 13 Kinder hervor, die in der Zeit von 1501 bis 1516 sowie 1524 geboren wurden. Obwohl Anna das jüngste Kind ihrer Eltern war, spielten sie und ihre Kinder eine wichtige Rolle in der Erbfolge.
Die Ehe von Annas Bruder Eberhard IV., der seit 1505 ebenfalls Graf von Königstein war, mit Katharina von Weinsberg blieb ohne Nachkommen. Die beiden anderen Brüder, Philipp und Georg, waren unverheiratet. Daher lag die Hoffnung Eberhards auf den Söhnen seiner Schwester Anna. Deren ältesten Söhne Wolfgang (1501–1552) und Ludwig (1505–1574) wurden 1514 zur Erziehung an den Hof von Eberhard geschickt und darauf vorbereitet, die Nachfolge Eberhards anzutreten. Eberhard konnte verhindern, dass nach dem Aussterben der Eppsteiner das Lehen als erledigt an das Reich zurückfiel. Dazu holte er sich 1521 auf dem Reichstag zu Worms die schriftliche Einwilligung von Kaiser Karl V., dass im Falle Eberhards und seines Bruders Georgs Todes die vom Reich herrührenden Lehensstücke an die Kinder seiner Schwester Anna fallen sollten.
Als Eberhard am 25. Mai 1535 starb, wurde Annas Sohn Ludwig zu Stolberg gemäß Eberhards Erbfolgeregelung zum Alleinerben. Damit fielen die Herrschaft Eppstein und die Grafschaft Königstein an die Grafen von Stolberg.
Annas älteste Tochter Anna zu Stolberg war als Anna II. die 28. Äbtissin des Reichsstiftes zu Quedlinburg. Ihre zweite Tochter Juliana zu Stolberg wurde ebenfalls am Hof von Graf Eberhard IV. in Königstein erzogen. Sie hatte zahlreiche Nachkommen und wurde die Stammmutter der älteren und jüngeren Linie des Hauses Oranien, des regierenden Königshauses der Niederlande.
Anna von Eppstein-Königstein starb am 7. August 1538, nur sechs Wochen nach ihrem Mann Botho III., in Stolberg.

## Nachkommen
- Wolfgang zu Stolberg (* 1. Oktober 1501; † 8. März 1552), verheiratet mit Dorothea von Regenstein-Blankenburg und Genovefa von Wied
- Botho (* 1502; † um 2. Mai 1503)
- Anna II. zu Stolberg (* 28. Januar 1504; † 4. März 1574) wurde im Alter von 12 Jahren mit päpstlicher Zustimmung Äbtissin der Abtei Quedlinburg
- Ludwig zu Stolberg (* 12. Januar 1505; † 1. September 1574), verheiratet mit Walpurga Johanna von Wied-Runkel (* um 1510/15; † 1578)
- Juliana zu Stolberg (* 15. Februar 1506; † 18. Juni 1580), verheiratet mit Philipp II. von Hanau-Münzenberg und Wilhelm dem Reichen von Nassau-Dillenburg
- Maria (* 8. Dezember 1507; † 6. Januar 1571), verheiratet mit Kuno II., Graf von Leiningen-Westerburg († 1547)
- Heinrich zu Stolberg (* 2. Januar 1509; † 12. November 1572), verheiratet mit Elisabeth von Gleichen-Rembda († 1578)
- Philipp (* 24. Mai 1510; † um 21. September 1531)
- Magdalena zu Stolberg (6. November 1511; † 19. November 1546), verheiratet mit Ulrich IX, Graf von Regenstein-Blankenburg
- Eberhard (1513; † 21. April 1526)
- Katharina (24. Oktober 1514; † 18. Juni 1577), verheiratet mit Albrecht von Henneberg († 1549)
- Albrecht Georg (* 2. März 1516; † 4. Juli 1587), Graf von Stolberg
- Christoph (* 10. Januar 1524, † 8. August 1581)